# بوریس تاتوشین
بوریس تاتوشین (روسی: Борис Георгиевич Татушин؛ ۳۱ مارس ۱۹۳۳ – ۱۵ ژانویهٔ ۱۹۹۸) بازیکن و مربی فوتبال اهل اتحاد جماهیر سوسیالیستی شوروی بود.
از باشگاه‌هایی که در آن بازی کرده‌است می‌توان به باشگاه فوتبال اسپارتاک مسکو اشاره کرد.
وی به‌همراه تیم ملی فوتبال شوروی به مقام قهرمانی فوتبال در بازی‌های المپیک تابستانی ۱۹۵۶ دست پیدا کرده‌است.